# Pont de Lustin
Le pont de Lustin, ou pont de Profondeville, est un pont routier enjambant la Meuse reliant Profondeville à Lustin.